# William G. Donnan

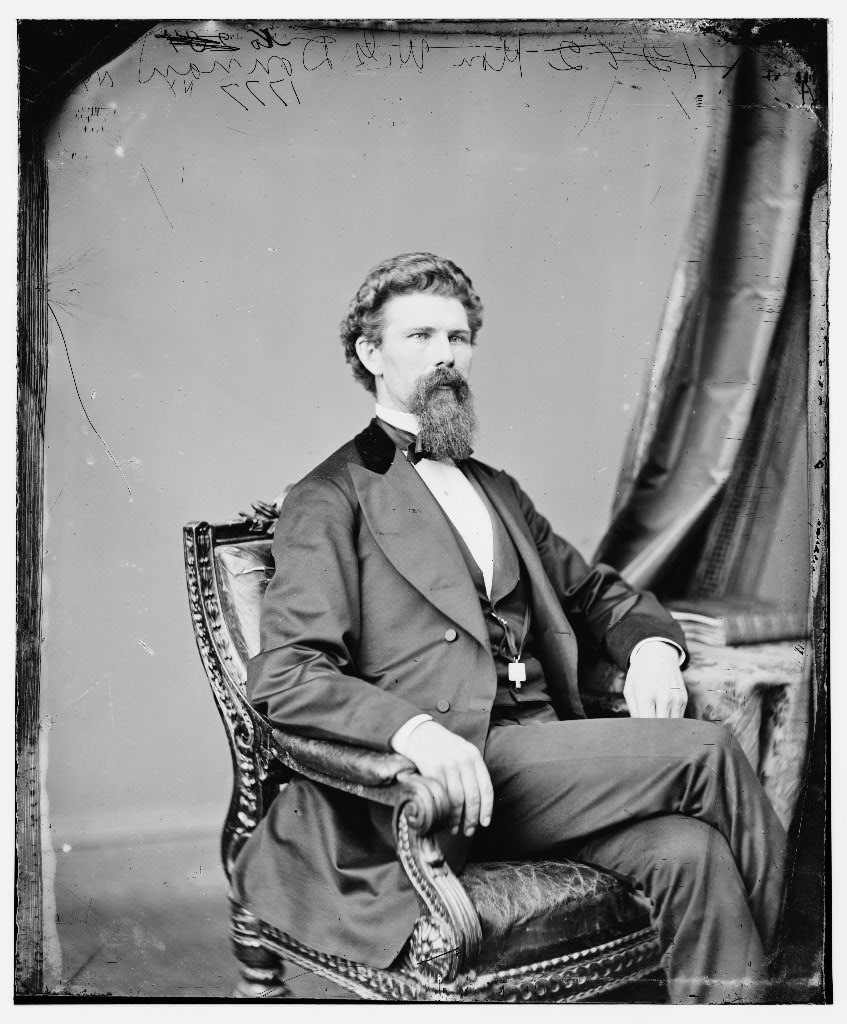
William G. Donnan

William G. Donnan (* 30. Juni 1834 in West Charlton, Saratoga County, New York; † 4. Dezember 1908 in Independence, Iowa) war ein US-amerikanischer Politiker. Zwischen 1871 und 1875 vertrat er den Bundesstaat Iowa im US-Repräsentantenhaus.

## Leben
William Donnan besuchte die öffentlichen Schulen seiner Heimat und die Cambridge Academy. Danach studierte er am Union College in Schenectady. Nach einem anschließenden Jurastudium und seiner im Jahr 1856 erfolgten Zulassung als Rechtsanwalt begann er in Independence (Iowa) in seinem neuen Beruf zu praktizieren. Zwischen 1857 und 1862 war er Kämmerer und Protokollschreiber (Recorder) im Buchanan County. Während des Bürgerkrieges kämpfte er seit 1862 als Soldat in der Armee der Union. Dort stieg er im Verlauf des Krieges bis zum Brevet-Major auf.
Nach dem Krieg begann Donnan eine politische Laufbahn als Mitglied der Republikanischen Partei. Zwischen 1868 und 1870 gehörte er dem Senat von Iowa an. Dort setzte er sich für die Einrichtung einer staatlichen Nervenheilanstalt ein. Bei den Kongresswahlen des Jahres 1870 wurde er im dritten Wahlbezirk von Iowa in das US-Repräsentantenhaus in Washington, D.C. gewählt. Dort trat er am 4. März 1871 die Nachfolge von William B. Allison an. Nach einer Wiederwahl im Jahr 1872 konnte er bis zum 3. März 1875 zwei Legislaturperioden im Kongress absolvieren. Im Jahr 1874 lehnte er eine weitere Kandidatur ab.
Nach dem Ende seiner Zeit im Repräsentantenhaus arbeitete Donnan wieder als Anwalt. Im Jahr 1884 war er Delegierter zur Republican National Convention in Chicago, auf der James G. Blaine als Präsidentschaftskandidat nominiert wurde; zwischen 1884 und 1886 war er Parteivorsitzender der Republikaner in Iowa. In dieser Zeit saß er auch noch einmal im Senat des Staates. Später war er auch Präsident der First National Bank of Independence. William Donnan starb am 4. Dezember 1908 in Independence und wurde dort auch beigesetzt.